# Bitka kod Hrastovice 1558.
Bitka kod Hrastovice (1558.) bila je bitka između Hrvatskog Kraljevstva i Osmanskog Carstva. 